# Jegenyefenyő

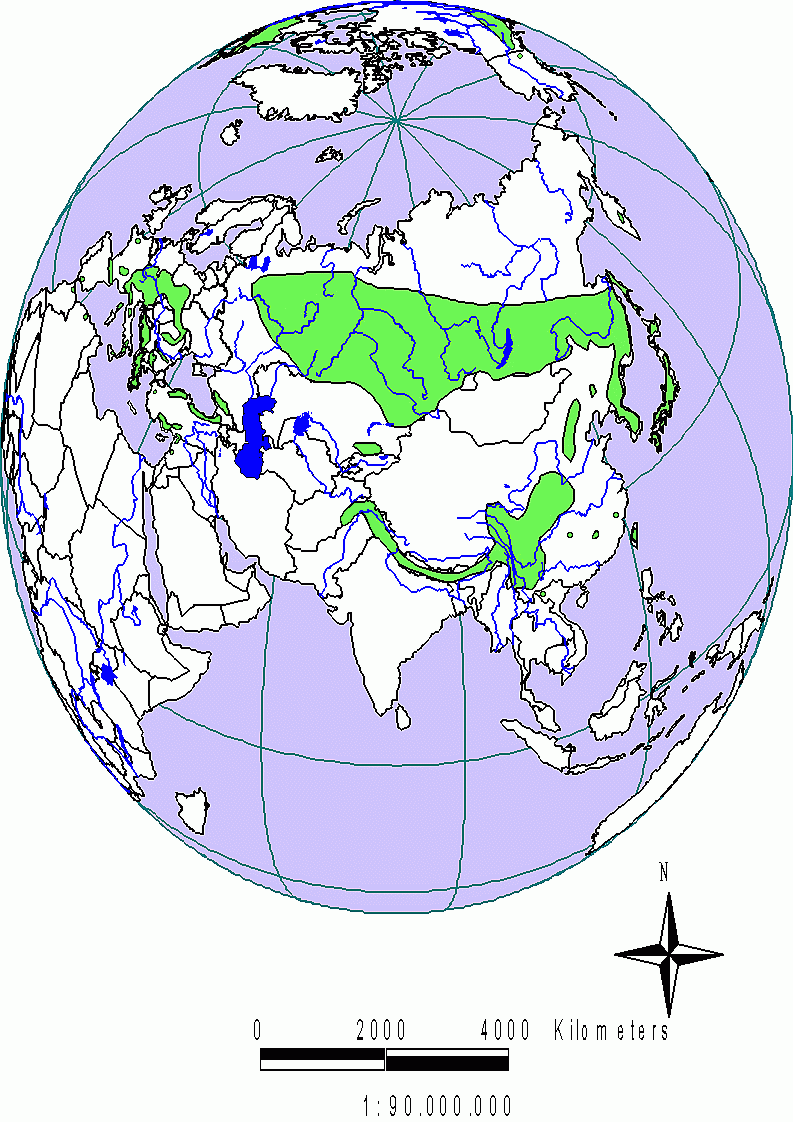
A jegenyefenyő elterjedése Eurázsiában

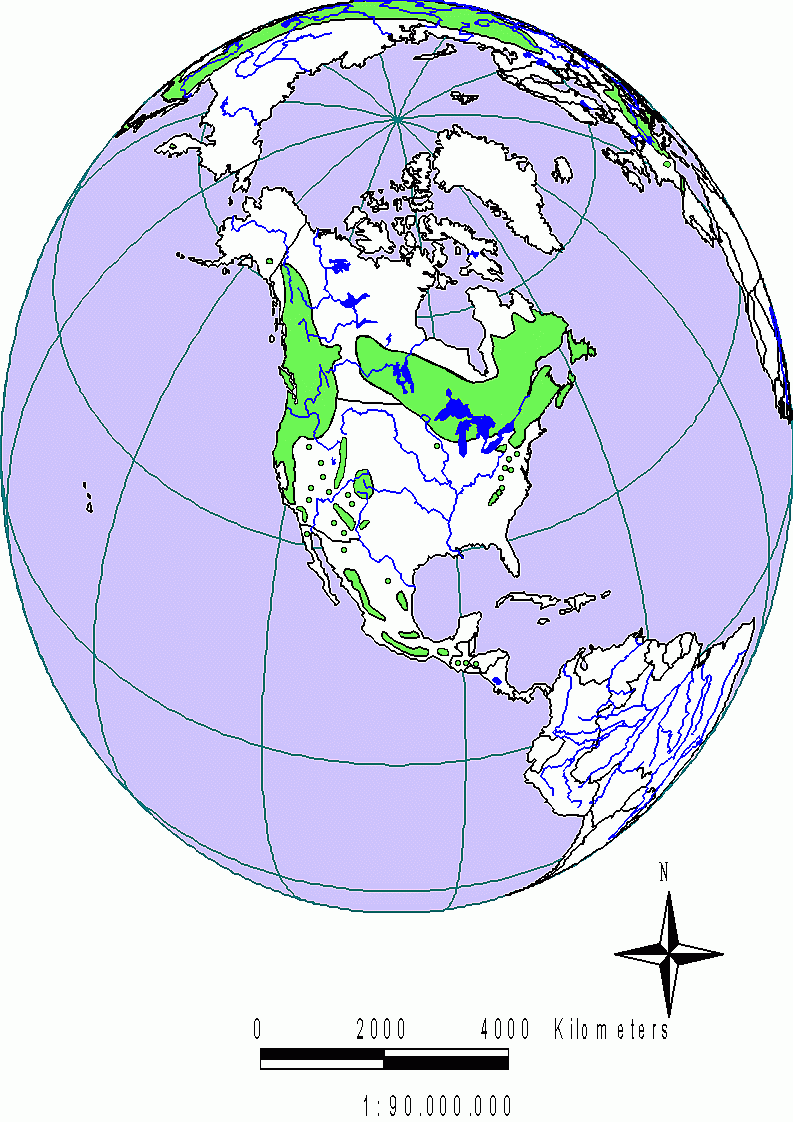
A jegenyefenyő elterjedése Amerikában

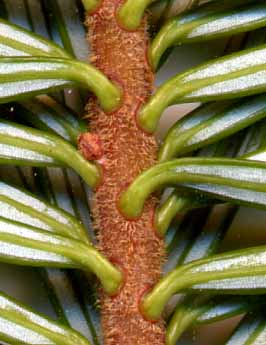
Abies amabilis leveleinek fonáka a két viaszcsíkkal

A jegenyefenyő vagy bálványfenyő (Abies) a tűlevelűek (Pinopsida) osztályában a fenyőalakúak (Pinales) rendjébe és a fenyőfélék (Pinaceae) családjába tartozó növénynemzetség mintegy negyven fajjal.

## Elterjedése
A többi fenyőhöz hasonlóan az északi flórabirodalomban honos; egyes fajai Eurázsiában, mások Észak-Amerikában élnek. A legtöbb fajt Észak-Amerikában, illetve Délkelet-Ázsiában találjuk. Európában, ahol csak néhány faja fordul elő, elterjedési területe a lucfenyőéhez közeli. Síkvidéken már csak a kontinens északi részén fordul elő; ettől délebbre a hegyekben nő, mint a legmagasabbra kapaszkodó erdőalkotó faj. A közönséges jegenyefenyő a 19. század elején még az Északi Kárpátokban is gyakori volt, de a nagyüzemi erdőgazdálkodás bevezetése után állományainak többségét a gyorsabban növő közönséges lucfenyővel váltották fel.

## Megjelenése
Kedvező feltételek mellett a jegenyefenyő akár 60 méter magasra is megnő. Törzsének átmérője elérheti az egy métert, életkora az ötszáz évet. A törzse pirosas-barna, a fenyőfélék többségénél világosabb, kérge sekélyen barázdált. Ágai sűrű örvökben nőnek, koronája kúp alakú. Az alsó ágak közvetlenül a föld felett nőnek ki, és a talajjal érintkezve legyökereznek.
Gyökerei többé-kevésbé vízszintesek; sekélyen terülnek szét, ezért a jegenyefenyő vékony talajréteggel takart, sziklás felszíneken is megél. A talaj felszínén is kúszó gyökerek zárt erdőben sűrű szövedéket alkotnak.
A jegenyefenyőt egytűs fenyőnek is nevezik, mert a legtöbb faj négyszögletű, ritkán oldalvást lapított tűi egyesével, fésűsen sorakoznak a hajtásokon. A szúrós tűlevelek kb. 3 cm hosszúak, felül sötétzöldek, az alsó oldalukon két ezüstfehér sávval, amiken gázcserenyílások és viaszpöttyök sorakoznak. A levélalap korongszerűen kiszélesedik, ezért a száraz levelek nem hullanak le. Illóolajaik nem szabadulnak fel; a levelek illatát csak akkor érezhetjük, ha megdörzsöljük őket.
Porzós virágzata az előző évi törpehajtásokon nő a tűk hónaljában – egy-egy hajtáson 2–6 barka. A zöldes-barnásból kárminvörösre érő, erősen gyantás tobozok a hajtások csúcsain nőnek; a hengeres tobozok a korona felső részén függőlegesen állnak, mint a gyertyák. A toboz pikkelyei spirálisan rendeződnek el. Tobozai még a megtermékenyülés évében beérnek, és utána (ősz végén – tél elején) – a cédrusokhoz hasonlóan, a többi fenyővel ellentétben – még a fán széthullanak, tehát télen és tavasszal soha nincsenek rajta tobozok.

## Életmódja
Kedveli a nedvességet (a bőséges csapadékot és a nagy páratartalmat egyaránt), jól tűri az árnyékot, az alacsony hőmérsékletet. Csemetéje az első néhány évben alig nő; csak 4-6 esztendős korában kezd megnyúlni. Csak 20–30 esztendős korában kezd erőteljesebben növekedni, és 50 esztendős kora előtt nemigen érlel magvat, utána viszont annyit, hogy koronája némelykor eltörik a töméntelen toboz terhe alatt. Öt esztendőnként különös bőséggel magzik. Egyes fajai kiválóan tűrik a szélsőséges viszonyokat, míg másokat a magyar éghajlaton nagyon nehéz megtartani.

## Felhasználása
Sárga fáját az évgyűrűk pirossal csíkozzák. A jó minőségű fát főleg az építőiparban, az ácsmunkáknál hasznosítják, de a fafaragók és a hangszerkészítők kedvelt fája is. Alárendelten a papír- és cellulózipar is hasznosítja.
Megkeményedett, szemcsés gyantáját vad tömjénnek hívják, és sokáig az igazi tömjént hamisították vele. Az erdeifenyőnél kevesebb gyantát ad, ezért egy-egy fán komolyabb kártétel nélkül csak egy-két lék vágható.
Az ókori görögök evezőket és hajókat készítettek belőle.
Kertészeti célokra forgalmazott példányait Magyarországon öntözött kertbe, parkba célszerű telepíteni. Törpe változatai kiváló sziklakerti növények.

## Fontosabb kertészeti változatai
- Abies concolor 'Horstmanns' – ezüstkék lombú változat.
- Abies lasiocarpa var. arizonica 'Glauca Compacta' – lassan növő, szabályos kúp alakú, sűrű ágrendszerű fajta, intenzív ezüst színű lombbal.
- koreai jegenyefenyő (Abies koreana)
- Abies koreana 'Silberlocke' Tűi befelé kunkorodnak, emiatt a növény ezüstös megjelenésű. Igényes fajta.
- Abies pinsapo 'Horstmann' – törpe, szabályos alakú, kék lombú német fajta.

## A kultúrában
Az ókori görögök a születéssel és Poszeidónnal, a tengerek istenével hozták összefüggésbe, mivel ezek a fák gyakran nőttek a tengerparton.
Az észak-angliai Newcastle-ban (az egykori Pons Aelii-ben) az Anyának szentelt oltáron egy háromszögben a jegenyefenyő toboza található. A jegenyefenyő kelta istennőjét Druantiának nevezték; neve azt sejteti, hogy ő volt a druidák istennője. Ogem, a bölcsesség és az írás kelta istene szerint az ábécé öt magánhangzója közül az A – Ailm jegenyefenyőt jelent. Az Orkney-szigeteken az újszülöttet és az anyát jegenyefenyőből készült fáklyával tisztították meg úgy, hogy az égő fáklyával három kört rajzoltak az ágy körül.
Egyaránt jegenyefenyő alatt született a vegetáció, termékenység egyiptomi istene Ozirisz és a szőlő, a bor és a termékenység trák–görög istene Dionüszosz.
Az ókori Görögországban a jegenyefenyő Artemisz, a természet és a születés istennőjének szent fája volt. A Dionüszosz isten tiszteletére tartott ünnepségeken a bakkhánsnők Artemisz istennő előtt hódolva borostyánnal körülcsavart, tobozokkal díszített jegenyefenyőágakkal táncoltak. A gyökerestül kicsavart jegenyefenyők a kentaurok fegyverei voltak.
Németországban a fiatal lányok a jegenyefenyő körül táncoltak, hogy elnyerjék a fa szellemének kegyeit. A régi pogány hit szerint a téli napfordulón a jegenyefenyő alatt egy természetfeletti erővel megáldott gyermek születik: egy fiú, aki a Napra hasonlít. Így a hosszú sötétség után erőre kap a fény.
A jegenyefenyők tobozai az időjáráshoz alkalmazkodnak: jó időben és napsütésben kinyílnak, eső előtt, borús időben bezárulnak. Ezt a tulajdonságot a Napisten termékenységével állították párhuzamba. A jegenyefenyő toboza ezért pogány ünnepeken gyakorta fallikus szimbólum is volt.
Az a fa, amely a haldokló isten lelkét őrzi egészen az újjászületésig, megérdemli, hogy feldíszített karácsonyfaként tiszteljék. A közönséges jegenyefenyőt (Abies alba) Európában főként karácsonyfaként ismerik, és valóban jobban megfelel ennek a célnak, mint a nálunk használatos közönséges lucfenyő vagy feketefenyő.

## Ismertebb fajok
- Abies fajcsoport:
  - közönséges jegenyefenyő (Abies alba),
  - makedón jegenyefenyő (Abies borisii-regis),
  - görög jegenyefenyő (Abies cephalonica),
  - kilíkiai jegenyefenyő (Abies cilicica),
  - szicíliai jegenyefenyő (Abies nebrodensis);
- Balsamea fajcsoport:
  - balzsamfenyő (Abies balsamea),
  - csiroki jegenyefenyő (Abies fraseri),
  - tajvani jegenyefenyő (Abies kawakamii),
  - koreai jegenyefenyő (Abies koreana)
  - sziklás-hegységi jegenyefenyő (Abies lasiocarpa),
    - arizonai jegenyefenyő (Abies lasiocarpa ssp. arizonica)

  - amuri jegenyefenyő (Abies nephrolepis),
  - szahalini jegenyefenyő (Abies sachalinensis),
  - szibériai jegenyefenyő (Abies sibirica),
  - kéktobozú jegenyefenyő (Veitch-jegenyefenyő, Abies veitchii);
- Grandis fajcsoport:
  - óriás jegenyefenyő (Abies grandis),
  - kolorádói jegenyefenyő (Abies concolor),
  - durangói jegenyefenyő (Abies durangensis),
  - Abies mexicana,
  - Abies flinckii,
  - guatemalai jegenyefenyő (Abies guatemalensis);
- Pinsapo fajcsoport:
  - andalúziai jegenyefenyő (Abies pinsapo) Boiss.,
  - marokkói jegenyefenyő (Abies maroccana) Trabut;
- Piceaster fajcsoport:
  - Abies piceaster,
  - numídiai jegenyefenyő (Abies numidica);
- Momi fajcsoport:
  - baisanzui jegenyefenyő (Abies beshanzuensis),
  - senszi jegenyefenyő (Abies chensiensis),
  - közép-kínai kék tobozú jegenyefenyő (Abies fargesii),
  - momi jegenyefenyő (Abies firma),
  - mandzsu jegenyefenyő (Abies holophylla),
  - nikkói jegenyefenyő (Abies homolepis),
  - himalájai jegenyefenyő (Abies pindrow),
  - görbetűs jegenyefenyő (Abies recurvata),
  - Abies ziyuanensis;
- Amabilis fajcsoport:
  - szitka jegenyefenyő (Abies amabilis),
  - Maries-jegenyefenyő (Abies mariesii);
- Pseudopicea fajcsoport:
  - Abies chengii,
  - göngyölttűs delavay-jegenyefenyő (Abies delavayi),
  - Abies densa,
  - Omei-hegyi jegenyefenyő (Abies fabri),
  - Fancsing-hegyi jegenyefenyő (Abies fanjingshanensis),
  - Abies forrestii,
  - pompás jegenyefenyő (Abies spectabilis),
  - papírkérgű jegenyefenyő (Abies squamata),
  - Juanbao-jegenyefenyő (Abies yuanbaoshanensis),
- Oiamel fajcsoport:
  - Abies hickelii,
  - azték jegenyefenyő (Abies religiosa),
  - Abies vejarii;
- Nobilis fajcsoport:
  - óriástobozú jegenyefenyő (Abies magnifica),
  - nemes jegenyefenyő (Abies procera);
- Bracteata fajcsoport:
  - Santa Lucia-hegységi jegenyefenyő (Abies bracteata);
- Nordmanniana fajcsoport:
  - kaukázusi jegenyefenyő (Abies nordmanniana).